# Consejo Andaluz de Relaciones Laborales
El Consejo Andaluz de Relaciones Laborales (CARL) es un órgano colegiado de naturaleza tripartita, creado por la Ley 4/1983 de 27 de junio de la Junta de Andalucía, con la función general de facilitar la consulta y la cooperación entre la administración autonómica andaluza y las organizaciones empresariales y sindicales y favorecer así su acceso a los servicios administrativos de dicha comunidad.

## Objetivo
El principal objetivo que persigue este órgano es el diseño de un instrumento flexible y funcional que permita aportar una mayor información sobre aquellas materias que conforman el complejo marco de las relaciones laborales y que pueda resultar de utilidad a empresarios y trabajadores, así como a los profesionales del ámbito de las relaciones laborales.

## Composición
Este órgano andaluz está compuesto por las organizaciones sindicales —Unión General de Trabajadores y Comisiones Obreras de Andalucía— y empresariales —Confederación de Empresarios de Andalucía— más representativas de la comunidad autónoma, así como por la Administración laboral andaluza.
El Consejo Andaluz de Relaciones Laborales está integrado por el presidente, el secretario general y 28 miembros repartidos según lo dispuesto en su ley de creación:
- 4 representantes de la Consejería de Empleo y Desarrollo Tecnológico designados por el consejero.
- 10 representantes de las organizaciones sindicales más representativas dentro del territorio andaluz. (Actualmente CCOO-A y UGT-A).
- 10 representantes de las organizaciones empresariales de mayor representatividad en Andalucía. (Actualmente la Confederación de Empresarios de Andalucía).
- 4 miembros designados por el Presidente de la Junta de Andalucía, a propuesta del Consejero de Empleo y Desarrollo Tecnológico.

## Funciones
En concreto, algunas de las funciones encomendadas a este órgano son:
- Formular propuestas referidas a política laboral o social que se harán llegar a la consejería correspondiente.
- Elaborar y promover dictámenes, estudios o estadísticas en materia de relaciones de trabajo, ya sea por iniciativa propia o a propuesta del Presidente de la Junta o del Consejero de Gobierno.
- Facilitar la negociación colectiva entre organizaciones sindicales y empresarios mediante apoyos materiales y personales.
- Facilitar y promover la mediación y el arbitraje en los conflictos colectivos pudiendo adoptar medidas encaminadas a la solución mediante el ofrecimiento de mediadores y árbitros y la adopción de propuestas y/o recomendaciones.
- Asume, a través de la Secretaría General, el registro de sindicatos de trabajadores y asociaciones empresariales de ámbito superior a la provincia y que no rebase el de la comunidad autónoma; y centraliza en la Secretaría General el depósito de convenios colectivos del mismo ámbito.
- Coordinar, cooperar y proveer de recursos necesarios para que el Sistema Extrajudicial de Resolución de Conflictos Laborales de Andalucía (SERCLA), desarrolle su actividad con eficacia.

## Normativa
- Ley 4/1983, de 27 de junio, del Consejo Andaluz de Relaciones Laborales.
- Acuerdo de 20 de marzo de 1984, del Pleno del Consejo Andaluz de Relaciones Laborales, por el que se hacen públicas las normas de funcionamiento interno de dicho Consejo.
- VI Acuerdo de Concertación Social de Andalucía.